# Bræðrafell
Bræðrafell är en kulle i republiken Island. Den ligger i regionen Norðurland eystra, 270 km öster om huvudstaden Reykjavík. Toppen på Bræðrafell är 897 meter över havet, eller 83 meter över den omgivande terrängen. Bredden vid basen är 0,66 km.
Trakten runt Bræðrafell är nära nog obefolkad, med mindre än två invånare per kvadratkilometer. Det finns inga samhällen i närheten. Trakten runt Bræðrafell består i huvudsak av gräsmarker.